# Synendotendipes lepidus
Synendotendipes lepidus är en tvåvingeart som först beskrevs av Johann Wilhelm Meigen 1830.  Synendotendipes lepidus ingår i släktet Synendotendipes, och familjen fjädermyggor. Arten är reproducerande i Sverige.